# Victoria Palace Theatre
El Victoria Palace Theatre es un teatro del West End situado en Victoria Street, en la Ciudad de Westminster de Londres, frente a la estación de Victoria. El edificio está protegido como un monumento clasificado de grado II*.

## Historia

### Orígenes
El teatro empezó como una pequeña sala de conciertos sobre los establos del Royal Standard Hotel, un pequeño hotel y taberna construido en 1832 en lo que era entonces el 522 de Stockbridge Terrace, en la parcela del teatro actual, y no, como se afirma a veces, en los terrenos que ocupa actualmente la estación de ferrocarril. Su propietario, John Moy, amplió el edificio, y en 1850 era conocido como el Moy's Music Hall. Alfred Brown lo compró en 1863, lo remodeló y lo renombró Royal Standard Music Hall.
El hotel fue demolido en 1886, época en la que la estación de Victoria y su nuevo Grosvenor Hotel habían transformado la zona en un importante nodo del transporte. En esta época los ferrocarriles construían grandiosos hoteles en sus estaciones, y Victoria fue una de las primeras. A esto se sumó la integración del sistema eléctrico subterráneo y la construcción de Victoria Street. El propietario del music hall, Thomas Dickey, lo reconstruyó de un modo más ambicioso en 1886, según el diseño de Richard Wake, manteniendo el nombre de Royal Standard Music Hall.

### Teatro de Matcham
El Royal Standard Music Hall fue demolido en 1910, y en su lugar se construyó, con un coste de 12 000 libras, el actual teatro, el Victoria Palace, diseñado por el prolífico arquitecto de teatros Frank Matcham e inaugurado el 6 de noviembre de 1911. El diseño original tenía un techo deslizante que ayudaba a refrigerar el auditorio durante los intermedios en los meses de verano.

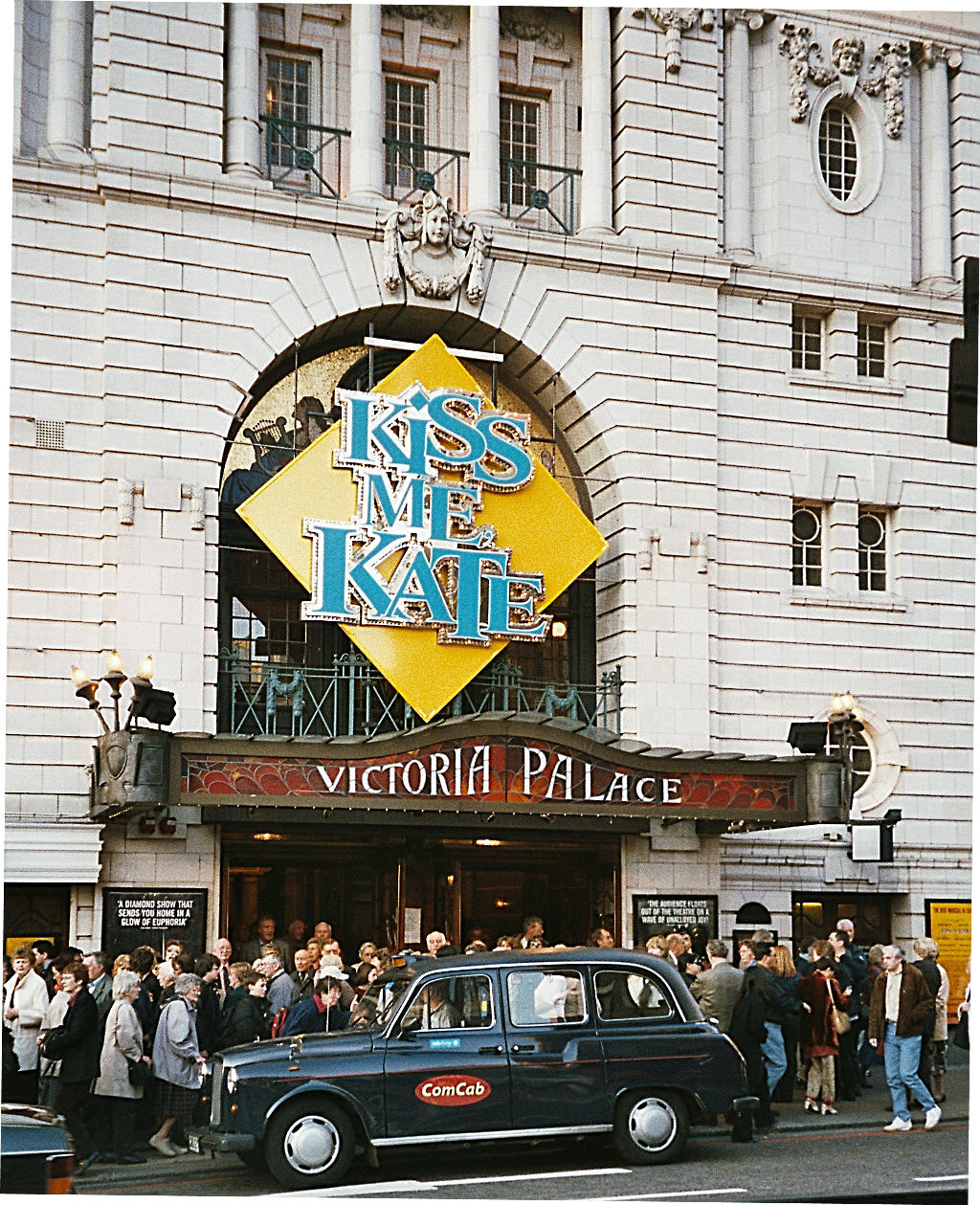
El Victoria Palace Theatre durante la temporada de 2002, con la comedia musical de Cole Porter Kiss Me, Kate en cartelera.

Bajo el impresario Alfred Butt, el Victoria Palace Theatre continuó la tradición del teatro musical presentando principalmente espectáculos de variedades y, con directores posteriores, teatro de repertorio y revistas. Quizás debido a su vínculo con el music hall, las obras no siempre eran tomadas en serio. En 1934, el teatro presentó Young England, una obra patriótica escrita por el reverendo Walter Reynolds, entonces de 83 años de edad. La obra recibió unas críticas malas tan divertidas que se convirtió en un éxito de culto y fue representada a un teatro lleno durante 278 representaciones antes de trasladarse a otros dos teatros del West End:
Concebida por su autor como una obra seria que celebraba el triunfo del bien sobre el mal y las virtudes del Movimiento Scout, fue recibida como una hilarante comedia. Pronto, las audiencias habían aprendido sus líneas clave y se unían a los actores en los momentos más selectos.
Un retorno a la revista trajo nuevo éxito. Me and My Girl, estrenada en 1937, fue un éxito en su producción original en el teatro, protagonizada por Lupino Lane. En 1939, varias canciones de este espectáculo formaron la primera emisión en vivo de una actuación por la BBC. A principios de 1945, cerca del final de la guerra en Europa, se presentaron variedades bajo la dirección de Lupino Lane. Encabezando el cartel estaba Will Hay, con su séquito de colegiales de Charles Hawtrey, y John Clark, y entre las novedades estaban Stainless Stephen, un dúo de acróbatas cómicos, y Victor Barna (entonces campeón del mundo de tenis de mesa) dando una exhibición e invitando a los espectadores a que subieran al escenario para ver si podían derrotarlo a diez puntos. Desde 1947 hasta 1962, Jack Hylton produjo la serie de revistas cómicas The Crazy Gang, con una brillante compañía de artistas de variedades, incluidos Flanagan and Allen, Nervo and Knox, y Naughton and Gold.

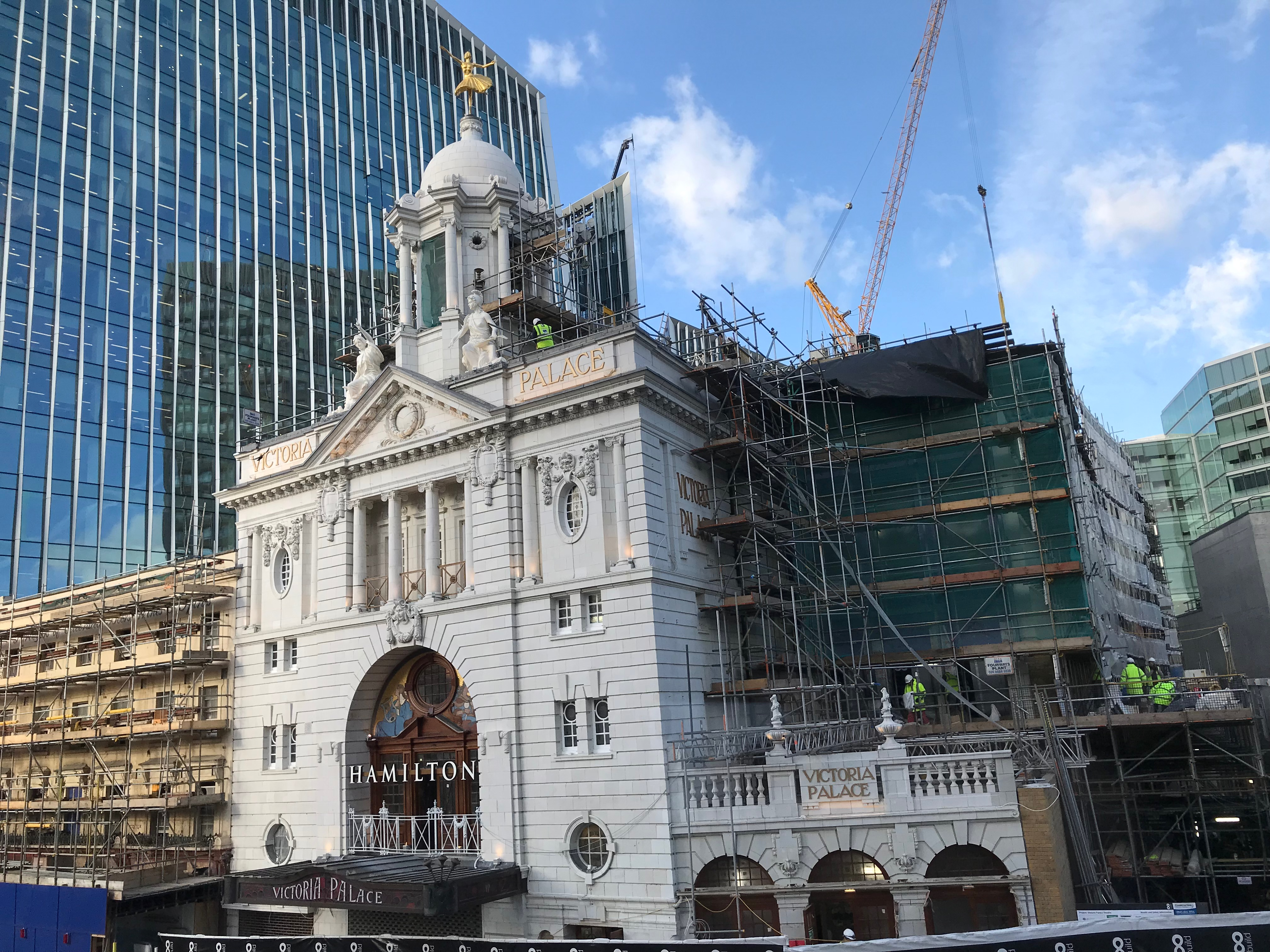
El teatro cerca del final de su remodelación de 2016–2017.

El exitoso Black and White Minstrel Show fue representado desde la década de 1960 hasta 1972. En 1982, en una producción de La loba, Elizabeth Taylor debutó en los escenarios de Londres. Otro espectáculo que estuvo en cartelera durante un tiempo inusualmente largo fue Buddy – The Buddy Holly Story, que fue representado durante trece años en Londres, a partir de 1989 (trasladándose al Strand Theatre en 1995). Después de esto, el teatro presentó mayoritariamente adaptaciones de musicales conocidos. En 2005, se inauguró Billy Elliot, obteniendo unas críticas excelentes y varios Premios Olivier.
El teatro fue comprado por Stephen Waley-Cohen en 1991. En su inauguración original en 1911, se colocó una estatua dorada de la bailarina Anna Pávlova sobre la cúpula del teatro. Esta estatua fue retirada por motivos de seguridad durante la Segunda Guerra Mundial, y se perdió. En 2006, se colocó en su lugar una réplica de la estatua original. En 2014, el teatro fue vendido a Delfont Mackintosh Theatres.
Después de que terminaran las representaciones de Billy Elliot en abril de 2016, el teatro cerró para una remodelación con un presupuesto de varios millones de libras. En diciembre de 2017, el musical de Broadway Hamilton reinauguró el remodelado Victoria Palace.